# Konstantin Raïkine
Pour les articles homonymes, voir Raïkine.
Konstantin Raïkine, de son vrai nom Konstantin Arkadievitch Raïkine (Константи́н Арка́дьевич Ра́йкин), est un acteur soviétique et russe né le 8 juillet 1950 à Léningrad (URSS).
Directeur de la troupe Satiricon, il est connu pour mettre en scène des pièces d'avant-garde.

## Biographie
Konstantin Raïkine est le fils du célèbre acteur de comédie Arkadi Raïkine. Konstantin ne voulait pas être acteur comme son père, il préfère se plonger dans le domaine des sciences et des mathématiques, remportant quelques prix. Il étudie dans une école de physique et mathématique, se préparant à intégrer l'Université d'État Jdanov de Léningrad pour obtenir un diplôme de biologie. Mais juste avant d'aller à l’université, il change d'avis et passe le concours d'entrée de l'Institut d'art dramatique Boris Chtchoukine de Moscou. Il est admis dans la classe de Youri Katine-Iartsev. Parmi les étudiants de sa promotion, on retrouve Natalia Goundareva et Olena Tchekan.
En 1971, après ses études, il rejoint la troupe du Théâtre Sovremennik à Moscou. Son père est alors le directeur artistique du Théâtre des variétés et des miniatures à Léningrad. Il joue Solange dans Les Bonnes de Jean Genet, Cyrano dans Cyrano de Bergerac d'Edmond Rostand ou encore Macheath dans L'Opéra de quat'sous de Bertolt Brecht. Dix ans plus tard, en 1981, en quête de liberté artistique, il rejoint la troupe de son père et les deux jouent côte à côte. Après le décès de Raïkine Senior en 1987, Konstantin prend sa suite et renomme la troupe en Théâtre Satiricon - Arkadi Raïkine,.
Konstantin Raïkine est aussi un acteur de télévision et de cinéma. Il est connu pour ses rôles dans Beaucoup de bruit pour rien, mis en scène et réalisé par Samson Samsonov (1973),,,, Truffaldino iz Bergamo de Vladimir Vorobiov (1977), et pour avoir incarné Hercule Poirot dans le téléfilm L'Échec de Poirot de Sergueï Oursouliak en 2002.
Il a reçu de nombreuses récompenses pour son travail, dont le Masque d'or. Depuis 2001, il est professeur au Théâtre d'art de Moscou. Il fait également partie du Conseil d'art et de culture du Président de la fédération de Russie.

## Récompenses
- Turandot de cristal : 1994[10]

## Filmographie

### Cinéma
- 1973 : Beaucoup de bruit pour rien (Mnogo shuma iz nichego) de Samson Samsonov : Benedick
- 1974 : Komandir schastlivoy 'Shchuki' de Boris Volchek
- 1974 : Le Nôtre parmi les autres (Svoï sredi tchoujikh, tchoujoï sredi svoïkh) de Nikita Mikhalkov : Kayoum
- 1989 : Komedia o Lisistrate de Valeri Roubintchik : Kenessi
- 1993 : Rousski ragtime de Sergueï Oursouliak : Makhmoud
- 1994 : Strelyayushchiye angely de Vladimir Chterianov
- 1994 : L'Ingénu (Prostodouchni) de Evgueni Ginzburg
- 1995 : Le Chat botté (Kot v sapogakh), court métrage de Garri Bardine : Karabassov (voix)
- 1999 : La Nounou (Chucha), court métrage de Garri Bardine : Chucha (voix)
- 2001 : La Nounou et les pirates (Chucha-2), court métrage de Garri Bardine : Chucha (voix)
- 2004 : La Nounou 3 la famille s'agrandit (Chucha-3), court métrage de Garri Bardine : Chucha (voix)
- 2010 : Le Vilain Petit Canard (Gadky outionok) de Garri Bardine : Tcherviak (voix)

### Télévision
- 1971 : Malysh i Karlson, kotoryy zhivyot na kryshe, téléfilm de Margarita Mikaelyan et Valentin Ploutchek
- 1975 : Olga Sergueïevna, téléfilm d'Alexandre Prochkine
- 1977 : Truffaldino iz Bergamo, téléfilm de Vladimir Vorobiov : Truffaldino
- 1977 : Iz zapisok Lopakhina, téléfilm de Iosif Reichenhaus
- 1978 : Dvenadtsataya noch, téléfilm de Viktor Khramov et Oleg Tabakov : Sir Andrew Aguecheek
- 1987 : Ostrov pogibshikh korabley (Mini-série)
- 1989 : Ruanskaya deva po prozvishchu Pyshka, téléfilm d'Evgueni Ginzburg et Raouf Mamedov
- 1991 : L'Ombre (Тень, Ten), téléfilm de Mikhaïl Kozakov : le scientifique / son ombre
- 1996 : Dvadtsat minut s angelom d'Alexandre Daline
- 2002 : L'Échec de Poirot, téléfilm de Sergueï Oursouliak : Hercule Poirot